# Vegetatiezonering in gebergten
De vegetatiezonering in gebergten of vegetatiegordel wordt in sterke mate bepaald door de hoogte en de daarmee samenhangende weersomstandigheden, vochtigheid en bodemgesteldheid. Doordat de ecologische omstandigheden in bergen zo sterk hoogteafhankelijk zijn, zijn er vaak duidelijk onderscheidbare vegetatiezones of -gordels, met van laag tot hoog loofbomen, naaldbomen, plantengemeenschappen met struwelen, toendra's en onbegroeide delen.

## Zonering en biotopen
Naarmate de hoogte toeneemt, wordt de gemiddelde temperatuur lager en neemt de kans op neerslag, wind en sneeuwbedekking toe. De aard van de flora (en fauna) verandert mee met de gemiddelde hoogte. Van laag naar hoog zijn er in berggebieden verschillende hoogtezones of gordels te onderscheiden met elk een eigen karakteristieke soortsamenstelling. In ieder geval in Europa onderscheidt men daarbij boven het laagland (planaire zone) en het laaggebergte (colliene zone) ten minste drie zones: de montane zone, de subalpiene zone en de alpiene zone.
De montane zone wordt gekenmerkt door bossen en een gemiddelde temperatuur tussen de 6 en 12 °C.
Boven de montane zone ligt de subalpiene zone waar het het geboomte steeds dunner wordt. De bomen zijn hier kleiner en groeien krom. Dit heet in het Duits Krummholz (kromhout). De gemiddelde temperatuur in de Krummholz-zone ligt tussen de 3 en 6 °C. Daar waar geen bomen meer kunnen groeien, ligt de boomgrens.

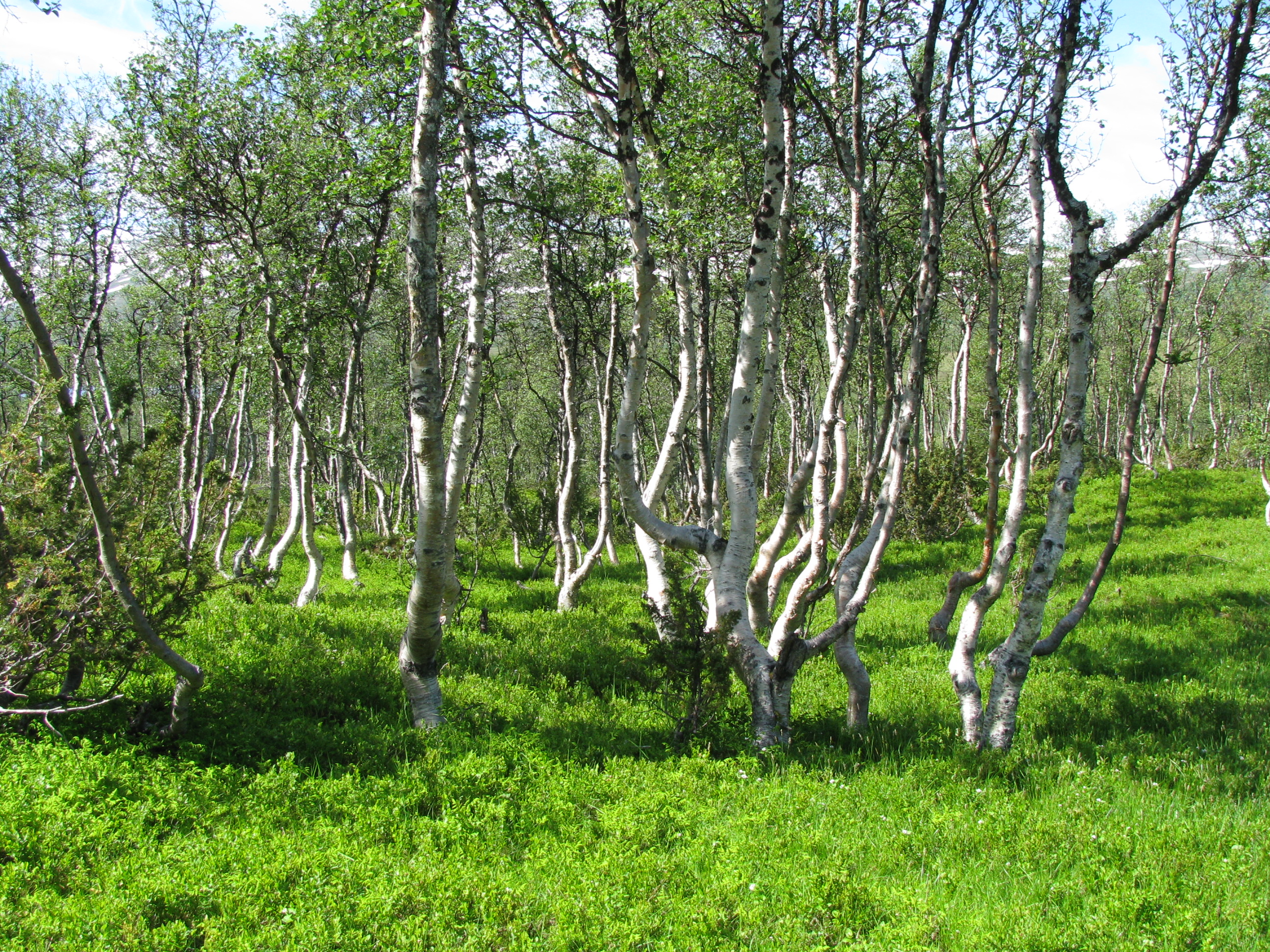
Berken op ongeveer 750 m in Trollheimen, een typisch Scandinavisch subalpien bos

Boven de boomgrens treft men de alpiene zone of bergtoendra. Deze zone wordt gedomineerd door grassen en lage struiken. De gemiddelde temperatuur van de alpiene zone ligt tussen 1,5 en 3 °C. De alpiene zone heeft over de hele wereld een aantal gemeenschappelijke kenmerken. Er komen hier veel gras- en zeggesoorten, mossen enkorstmossen voor die dichte pollen of "kussens" vormen. Deze alpiene soorten moeten aangepast zijn aan de omstandigheden van het alpiene milieu, zoals lage temperaturen, periodieke droogte, ultraviolette straling en een kort groeiseizoen. Bij gemiddelde temperaturen van onder de 1,5 °C zijn er alleen nog maar rotsen en ijs.

### Montane vegetatiezone

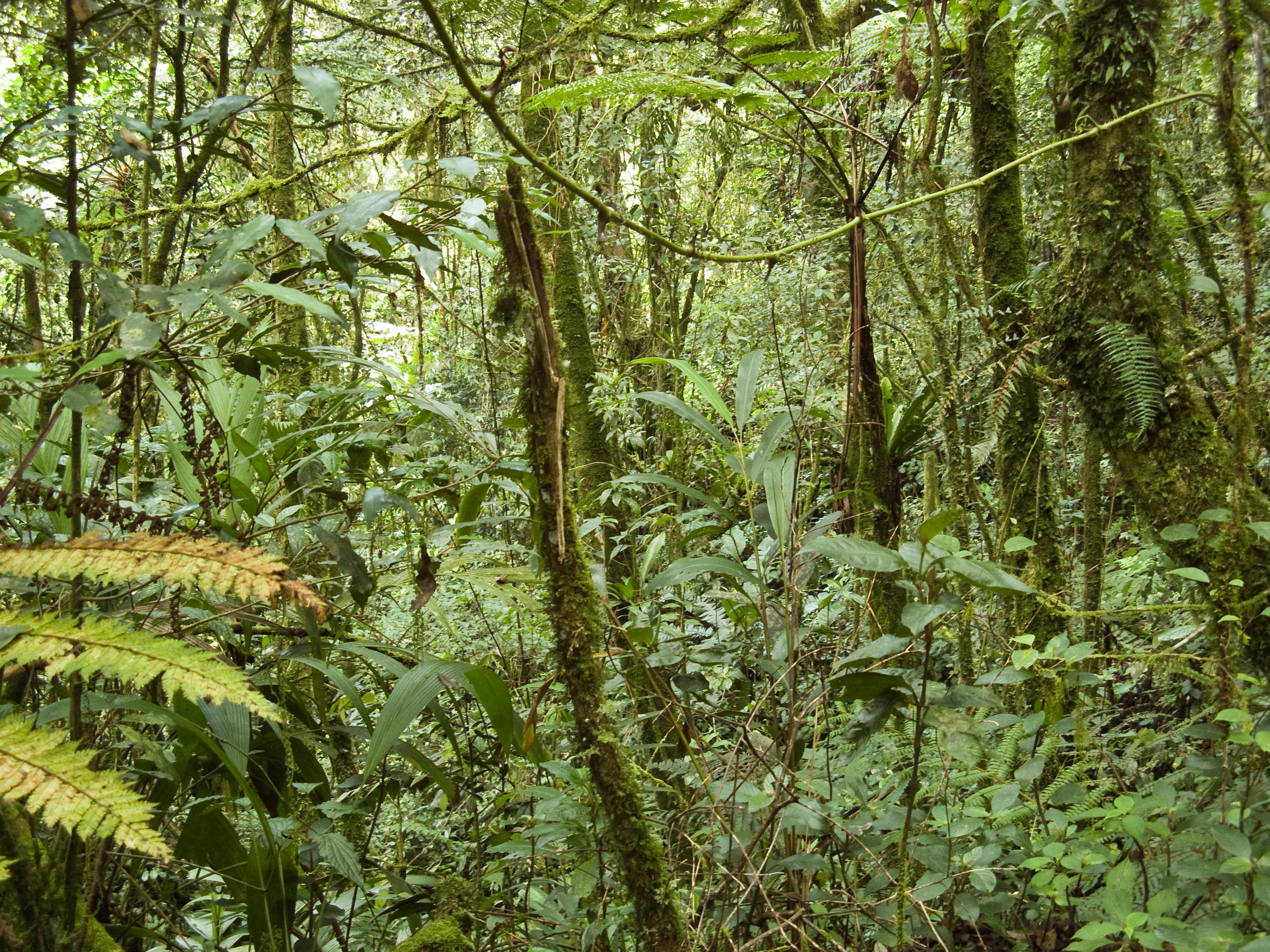
Tropische bergbossen op ongeveer 2000 m boven de zeespiegel in Maleisië (Gunung Batu Brinchang)

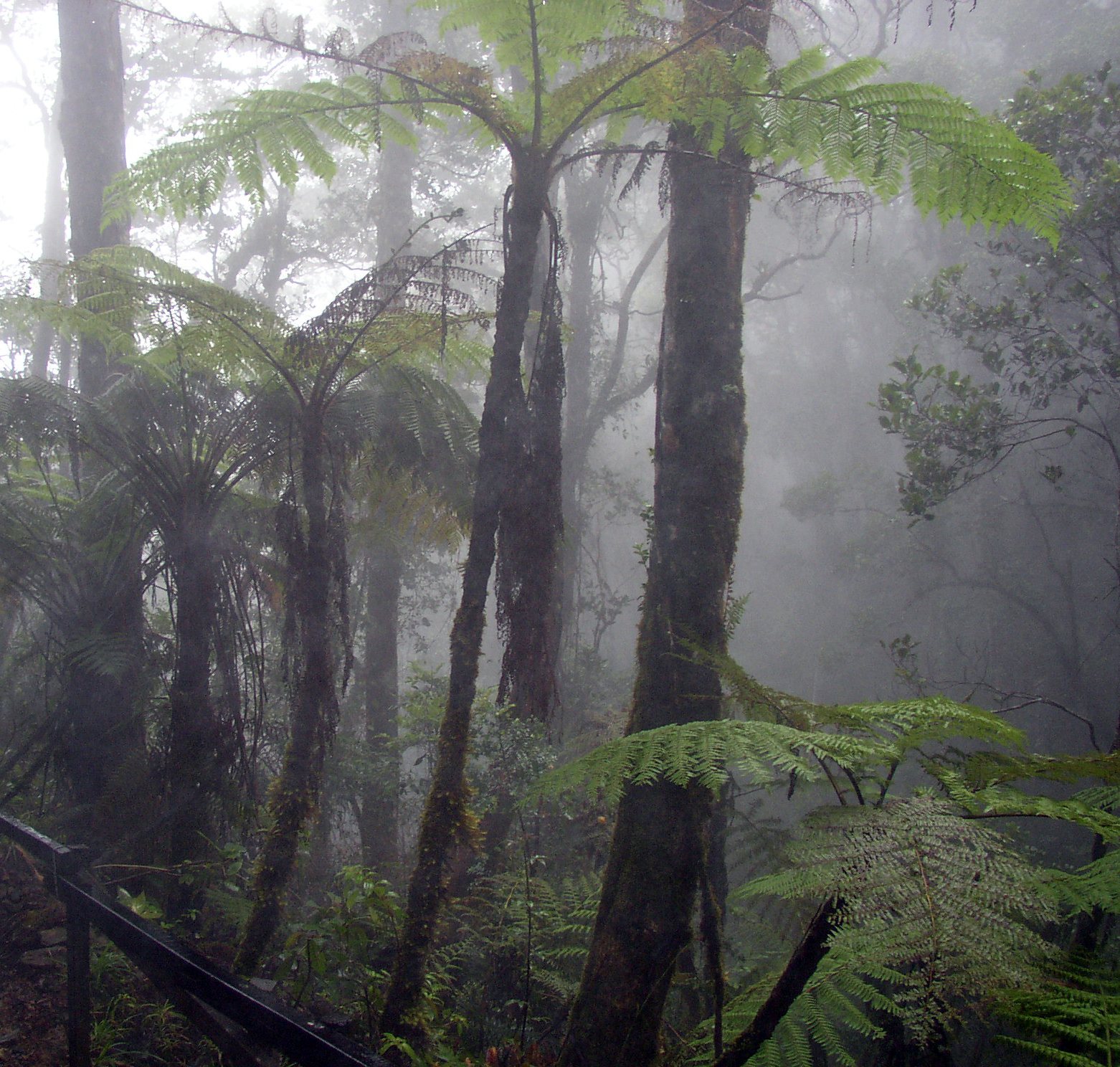
Nevelwoud op de helling van de Gunung Kinabalu (4095 m) op Noord-Borneo (Oost-Maleisië)

In de montane zone liggen bossen. De bovengrens ligt daar waar het bos in dichtheid afneemt en waarboven alleen nog soorten voorkomen die bestand zijn tegen de daar heersende klimatologische omstandigheden. De hoogte hangt af van de plaats op aarde en dan vooral van de breedtegraad. In de tropen van Zuidoost-Azië ligt de boomgrens boven 4000 m boven de zeespiegel, terwijl deze in Schotland en het westen van Noorwegen maar 450 m is of zelfs nog minder.
Omdat het gemiddeld koeler is in bergbossen dan in het laagland op dezelfde breedtegraad, treft men in er vaak soorten aan die typisch zijn voor laaglandregenwoud dat op een andere breedtegraad ligt. Daardoor verschillen bergbossen sterk van de in het laagland gelegen regenwouden in dezelfde streek. Bergbossen op geïsoleerd liggende bergen, de zogenoemde 'sky islands', liggen als eilandbiotopen in een oceaan van laaglandhabitats.
In de Sierra Nevada van Californië vindt men in de montane zone de draaiden (Pinus contorta) in een grote dichtheid, terwijl op wat grotere hoogte tegen de subalpiene zone de asgrijze den (Pinus albicaulis) domineert die echter in lagere dichtheden voorkomt.
Het nevelwoud is een type bergbos, dat zijn vocht verkrijgt van wolken, nevel en mist. Nevelwouden zijn tropische of subtropische, altijd groenblijvende wouden. Zij vertonen vaak een grote rijkdom aan mossen die de grond bedekken en/of epifytisch groeien op boomschors, op en onder bladeren en takken. Daarom worden deze wouden ook wel "mosbos" ((en)  mossy forest) genoemd. Zij ontwikkelden zich het best in laagtes tussen bergtoppen waar het vocht goed wordt vastgehouden.

### Subalpiene vegetatiezone
De subalpiene zone is het biotoop direct onder de boomgrens. De flora van deze zone wordt bepaald door de plaats op aarde. In het Groot Australisch Scheidingsgebergte is de Eucalyptus pauciflora dominant, in Noord-Amerika onder andere de Mertens' berghemlockspar (Tsuga mertensiana).
Bomen in de subalpiene zone worden vaak Krummholz (kromhout) genoemd. Dit zijn onvolgroeide bomen met kronkelend gedraaide stammen. Op de boomgrens kunnen zaailingen alleen in de luwte, bijvoorbeeld van een rots, ontkiemen. Zij groeien vervolgens door tot waar de rots nog bescherming tegen de wind biedt. De verdere groei is dan eerder horizontaal. Deze dwergbomen worden 's winters door een sneeuwdek beschermd; takken die eruit steken gaan dood. Krummholz-bomen die zich aldus met succes hebben gevestigd, kunnen zeer oud worden. Sommige zijn waarschijnlijk honderden tot wel duizend jaar oud.
Voorbeelden van gebieden met een uitgebreide subalpiene zone liggen in de Alpen, de Sierra Nevada, de Rocky Mountains in de Verenigde Staten, het oosten van de Himalaya en het Hengduan Shan gebergte in het westen van China en het noorden van Myanmar.

### Alpiene vegetatiezone

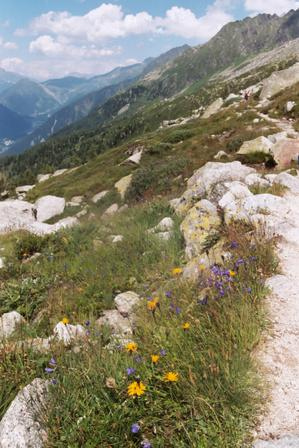
Alpiene vegetatie in de Alpen

De alpiene zone is in de montane ecologie de vegetatiezone in het hooggebergte die ligt boven de boomgrens en onder de sneeuwgrens. In de alpiene zone groeien geen bomen meer.
De karakteristieke begroeiing in de alpiene zone zijn alpiene graslanden en bergtoendra's, in een milieu met sterke straling, veel wind, koude, langdurige sneeuwbedekking en ijsvorming. De vegetatie is daardoor laag en bestaat voornamelijk uit overblijvende soorten als grassen en zeggen. Eenjarige planten zijn zeldzaam in deze biotoop en meestal zijn deze planten slechts een paar centimeter hoog, en hebben zwak ontwikkelde wortels. Andere veel voorkomende plantaardige levensvormen omvatten houtige planten, zeer sterke pollenvormende grassoorten zoals Brachypodium en cryptogamen, zoals mossen en korstmossen.
Al deze soorten hebben zich aangepast aan de barre alpiene omgeving. Planten die als mos in dichte "kussens" bij elkaar zijn gekropen ontsnappen zo aan de werking van krachtige winden die een paar centimeter hoger vrij spel hebben. Vele bloeiende planten van de bergtoendra hebben dichte beharing op de stengels en bladeren als bescherming tegen de wind. Rood-gekleurde pigmenten zetten lichtstralen van de zon om in warmte. Bij sommige planten duurt het twee of meer jaar voordat er bloemknoppen gevormd worden. Deze knoppen overleven de winter onder het sneeuwoppervlak en openen zich in de daarop volgende kortdurende zomer waarna ze zaden produceren. De korstmossen hechten zich aan de bodem. Hun ingesloten eencellige algen beginnen bij een temperatuur van even boven 0 °C met de fotosynthese terwijl de buitenste lagen van het schimmelgedeelte van de korstmos ruim voldoende water absorberen.
Door al deze aanpassingen aan het onvriendelijke klimaat, lijkt deze vegetatie zeer robuust. Feitelijk is deze vegetatie echter zeer kwetsbaar. Herhaalde betreding door mensen maakt deze planten kapot, daardoor blijven ze achter op de kale bodem, verdrogen en verwaaien. Herstel kan honderden jaren vergen.
Alpiene graslanden en bergtoendra's ontwikkelen zich daar waar door verwering bodems zijn gevormd waarop deze planten kunnen groeien. Omdat -net als de bergbossen- ook deze alpiene graslanden en bergtoendra's als eilanden liggen in een "oceaan" van lager gelegen gebieden met een zeer verschillend klimaat, hebben zich vaak op deze eilanden endemische plantensoorten ontwikkeld als reactie op dit bijzonder koude, natte en overdadig door zonlicht beschenen milieu.

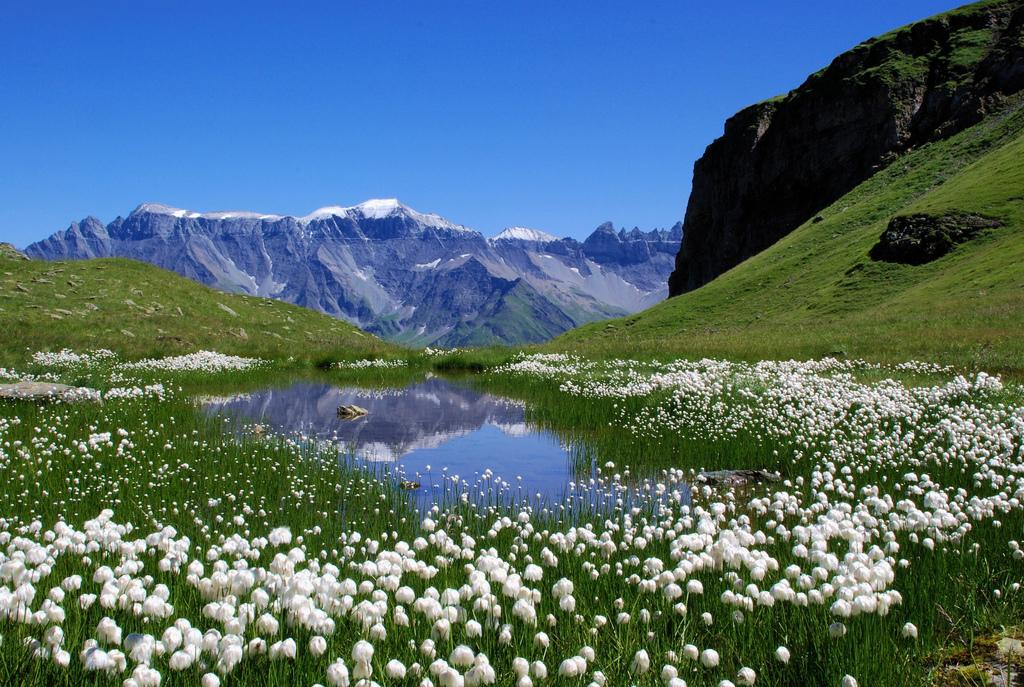
Plasje met veenpluis in de Zwitserse Alpen

Voorbeelden van uitgebreide alpiene graslanden en scrublands zijn: de Páramo van het Andes-gebergte, vegetaties in de bergen van Oost- en Midden-Afrika, op de Mount Kinabalu op Borneo, de hoogste zones in de West-Ghats in Zuid-India en de centrale hooglanden van Nieuw-Guinea. Een unieke eigenschap van vele tropische, vochtige berggebieden is de aanwezigheid van gigantische rozetvormende planten uit een aantal plantenfamilies, zoals Lobelia (Afrotropisch gebied), Puya (Neotropische gebied) en Cyathea (Nieuw-Guinea).
Wanneer de omstandigheden droger zijn ontstaan graslanden, savannes en bossen, zoals in het Ethiopisch Hoogland en de montane steppen van het Tibetaans Hoogland.

### Nivale vegetatiezone

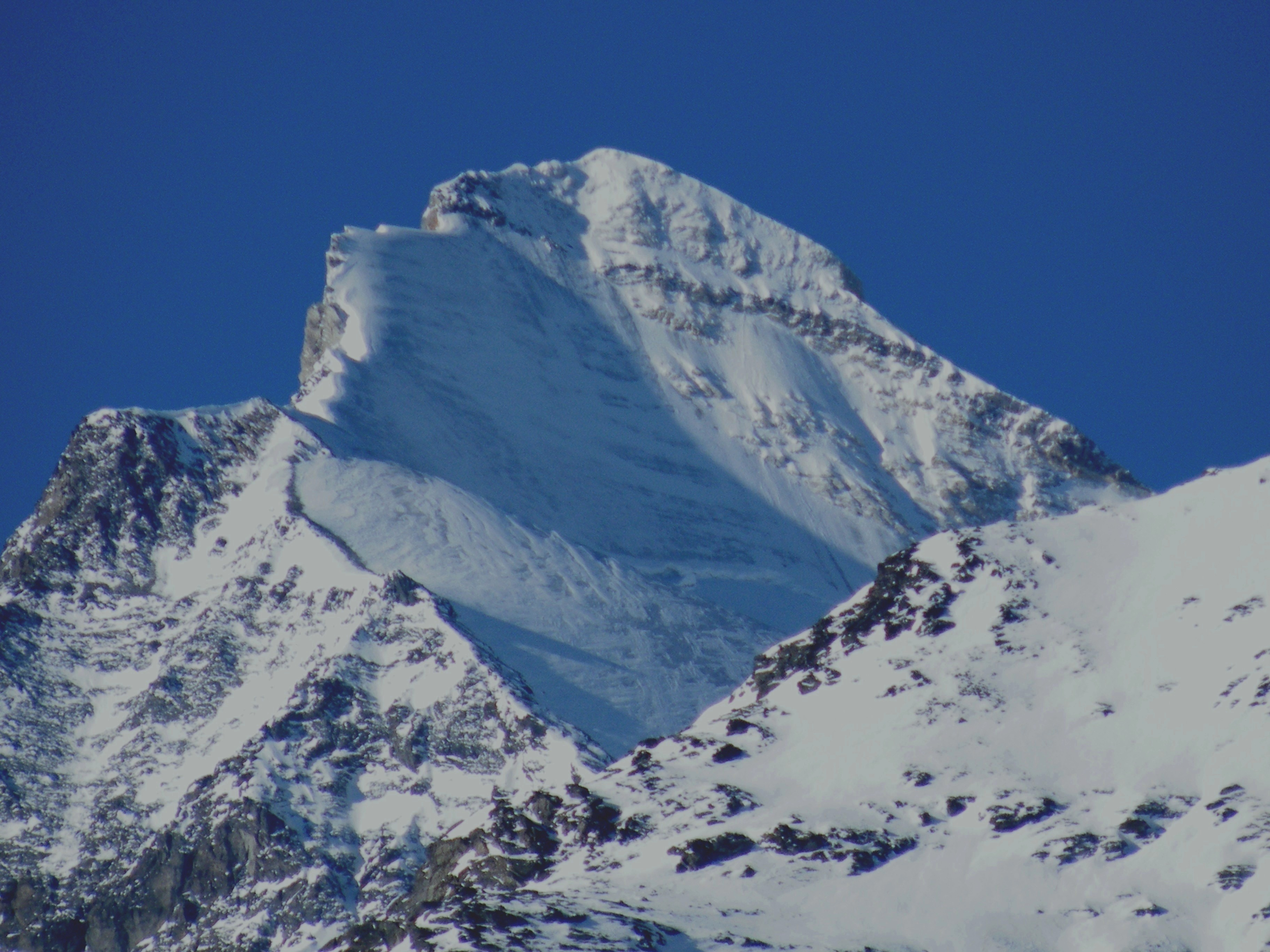
Typisch beeld van de nivale zone

De nivale zone (Latijn: nix, sneeuw) is de hoogst gelegen zone in het hooggebergte; het gebied dat ligt boven de sneeuwgrens. In deze zone is de grond permanent bedekt met sneeuw en ijs. Er kunnen geen hogere planten groeien. De nivale zone ligt boven de alpiene zone.